# Východní Slavonie, Baranja a Západní Srem
Východní Slavonie, Baranja a Západní Srem (srbochorvatsky Источна Славонија, Барања и Западни Срем, Istočna Slavonija, Baranja i Zapadni Srem) byla krátce existující srbská separatistická entita na území Chorvatska, zbytkový nástupce Republiky Srbská Krajina. Neoficiálně byla zkráceně nazývána Východní Slavonie; Chorvatsko ji označovalo jako Chorvatské Podunají (chorvatsky Hrvatsko Podunavlje).
„Krajinskými“ Srby většinově osídlená území východní Slavonie, Baranji a západní (chorvatské) části Sremu (Srijemu) se roku 1992 připojila k Republice Srbská Krajina, byť s ostatními částmi Krajiny neměla přímý pozemní styk. Když byla počátkem srpna 1995 během operace Bouře hlavní území separatistické Srbské Krajiny smetena chorvatskou armádou, znovu začleněna do Chorvatska a tamní Srbové vyhnáni, zůstala východoslavonská oblast jediným teritoriem s rozsáhlejším srbským osídlením, posledním v rámci mezinárodně uznaných hranic Chorvatska, nad nímž vláda v Záhřebu neměla vliv. Chorvatské velení nejprve zvažovalo, že rovněž Východní Slavonii „vyřeší“ vojenským vpádem a následným etnickým vyčištěním jako v Krajině, ale to již USA ani západoevropské státy nebyly ochotny tolerovat. 12. listopadu 1995 byla za zprostředkování amerického velvyslance P. Galbraitha a zvláštního vyslance OSN T. Stoltenberga mezi zástupci chorvatské vlády a místních Srbů podepsána ve vesnici Erdut dohoda, určující modus vivendi mezi oběma nepřátelskými stranami a dohodnuty podmínky postupného přechodu pod státní svrchovanost Chorvatska. Dle dohody měla na celý proces dohlížet OSN.
Tak se také stalo. V lednu 1996 převzala Východní Slavonii do své správy administrativa Spojených národů (mise UNTAES – United Nations Transitional Administration for Eastern Slavonia, Baranja and Western Sirmium), která ji postupně stabilizovala a 15. ledna 1998 předala pod správu Chorvatské republiky, čímž tato dosáhla plné suverenity nad svým územím.